# Chlorissa distinctaria
Chlorissa distinctaria là một loài bướm đêm trong họ Geometridae.